# Lăzăreni
Lăzăreni je rumunská obec v župě Bihor. V roce 2011 zde žilo 3 233 obyvatel.
K obci administrativně náleží sedm okolních vesnic.

## Části obce
- Bicăcel
- Calea Mare
- Cărăndeni
- Cărănzel
- Gepiș
- Gruilung
- Lăzăreni
- Miheleu